# 26e eeuw v.Chr.
De 26e eeuw v.Chr. (van de christelijke jaartelling) is de 26e periode van 100 jaar, dus bestaande uit de jaren 2600 tot en met 2501 v.Chr. De 26e eeuw v.Chr. behoort tot het 3e millennium v.Chr.

## Gebeurtenissen

### Egypte
- ca. 2580 - Koning Djedefre (2581 - 2572 v.Chr.) de derde farao van de 4e dynastie van Egypte. In het Oude Rijk wordt Memphis nu definitief als hoofdstad aangezien.
- ca. 2570 - Koning Chefren (2572 - 2546 v Chr.) de vierde farao van de 4e dynastie van Egypte. Hij bouwt de Sfinx van Gizeh.
- ca. 2550 - In deze tijd blinken de piramidenbouwers uit met de farao's Cheops, Chefren en Menkaura (Piramiden van Gizeh) in Egypte. De Piramide van Cheops (146 m hoog) is de grootste en zal dienen als graf voor koning Cheops, een zoon van Snofroe. De vierkante basis van het gebouw is 53.000 m².
- ca. 2540 - Koning Baka (2546 - 2539 v.Chr.) de vijfde farao van de 4e dynastie van Egypte.
- Koning Menkaura (2539 - 2511 v.Chr.) de zesde farao van de 4e dynastie.
- ca. 2510 - Koning Sjepseskaf (2511 -2506 v.Chr.) de zevende farao van de 4e dynastie
- Koning Djedefptah (2506 - 2504 v.Chr.) de achtste farao van de 4e dynastie.
- ca. 2500 - Koning Oeserkaf (2504 - 2496 v.Chr.) de eerste farao van de 5e dynastie van Egypte.

### Sumer

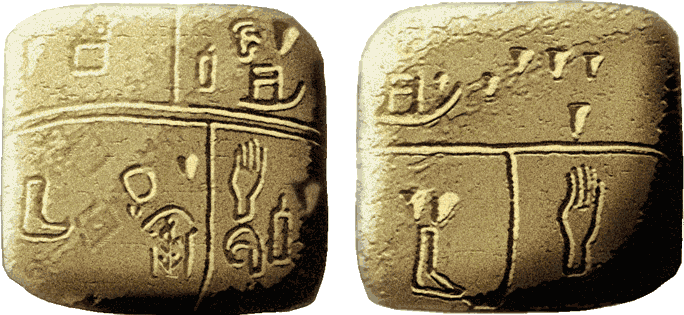
Twee kalkstenen tabletten uit Kish

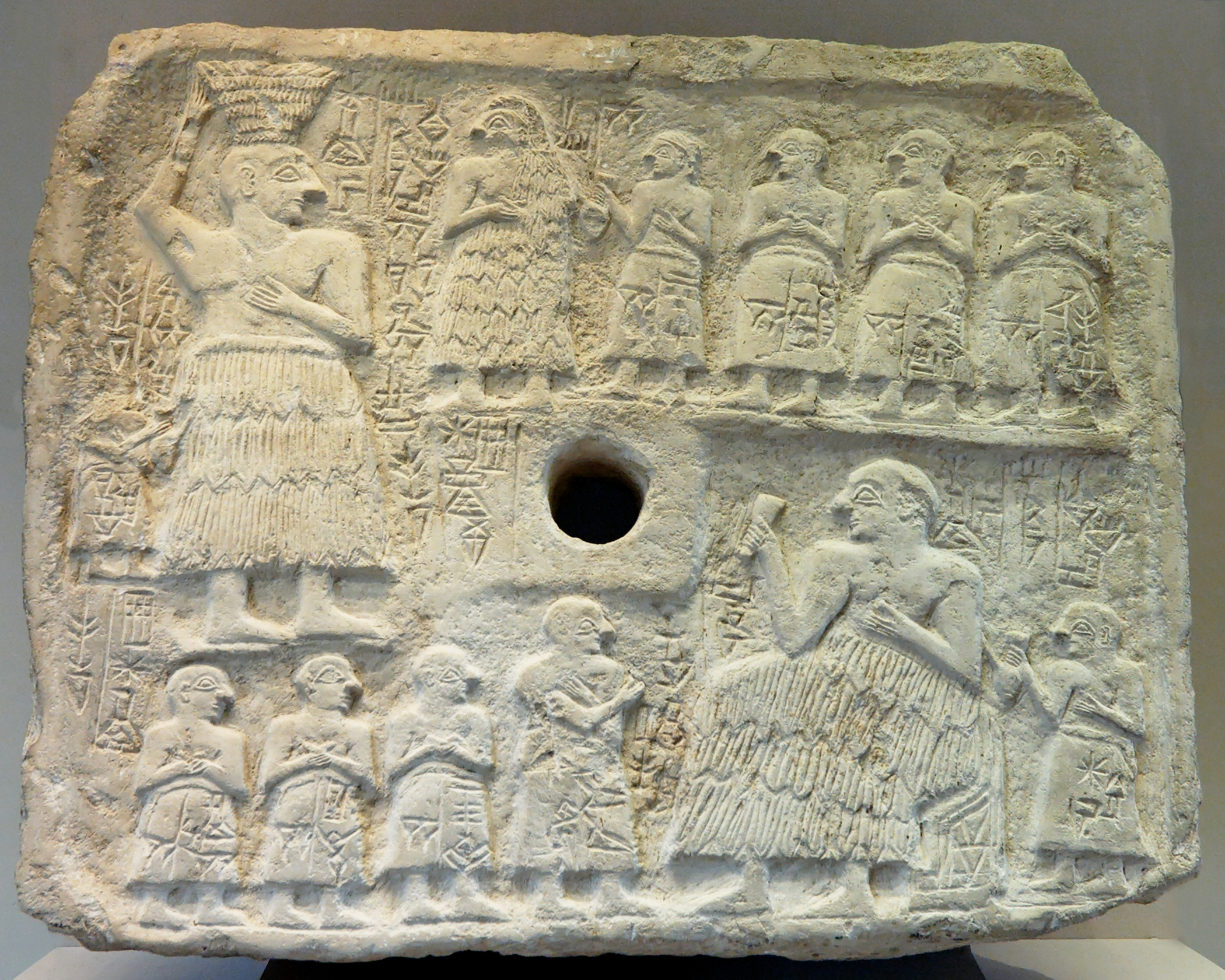
De Lugal-Ur-Nansje van Lagasj

- In Sumer is een groot aantal elkaar bestrijdende stadstaten:

Dynastie Kish I (2900 - 2550 v.Chr.)
- ca. 2550 - Mesilim

Volgens de koningslijst en het heldendicht Gilgamesj en Agga wordt Agga beroofd van het koningschap over Sumer en gaat het over van Kish op Erech.
Dynastie Kish II (2511 - 2411 v.Chr.)
- Sjusjuda
- Dadasig
- 2511 - 2500 Magalgalla
- 2500 - 2491 Kalbum

Dynastie Uruk I (2722 - 2460 v.Chr.)
- 2572 - 2557 Utulkalamma
- 2557 - 2548 Labahsum
- 2548 - 2540 EnnundaraAnna
- 2540 - 2504 Mesjgande
- 2504 - 2498 Melemanna

Dynastie Lagash I (2550 - 2342 v.Chr.)
- 2550 - Lugal Shuggur
- Gursar
- Gunidu

Dynastie Ur I (2600 - 2393 v.Chr.)
- 2600 - Akalamdug
- 2600 - 2570 Puabi
- 2570 - 2530 Mesjannepada
- 2530 - 2490 Annepada

Dynastie Hamazi (2540 - 2534 v.Chr.)
- 2540 - 2534 Hatanisj

Dynastie Awwan (2510 - 2453 v.Chr.)
- 2510 - 2490 Peli

### Azië
- ca. 2500 - De steden Mohenjo-Daro en Harappa (huidige Pakistan) worden de belangrijkste centra in de Indusvallei. Dit zijn de eerste steden die volgens een nauwkeurige stadsplanning worden gebouwd.[1]

### Nederland
- ca. 2500 - Aanleg van de Veenweg van Nieuw-Dordrecht.

<< · 30e · 29e · 28e · 27e · 26e · 25e · 24e · 23e · 22e · 21e · >>